# Ascanio Trombetti
Pour les articles homonymes, voir Trombetti.
Ascanio Trombetti, dit Del Cornetto, (né le 27 novembre 1544 à Bologne, en Émilie-Romagne et mort dans la même ville le 21 septembre 1590) était un compositeur italien de la Renaissance. 

## Biographie
Le surnom Del Cornetto a été pris par cette famille de joueurs d'instruments à vent. 
Ascanio a été joueur de cornetto (cornet) à Bologne à partir des années 1560, en particulier avec le chœur de San Petronio où il a été appointé à partir de 1573, puis maître de chapelle de San Giovanni in Monte de 1583 à 1589. Il a également enseigné la musique au couvent de San Lorenzo. Il est mort assassiné par un mari jaloux. 
Auteur de madrigaux, gracieux et souvent complexes (pour 5 à 12 voix !) (1573-87) et de motets. Ses compositions initiales étaient caractérisées par l'élégance de leur ligne et leur sonorité, et les plus récentes par leur contrepoint. Son Primo libro de motetti accomodati per cantare e far concerti a 5-8, 10, 12 a été publié à Venise en 1589. La popularité de ses compositions est attestée par le nombre de réimpressions qu'elles connurent aux XVIe  et  XVIIe siècles.  
Son frère Girolamo (1557-1624) était aussi interprète d'instruments à vent et compositeur. 
Sa fille Isabelle, nonne, était aussi tromboniste et organiste du couvent des Saints Gervaise et Protase (Santi Gervasio e Protasio).